# Söding-Sankt Johann
Söding-Sankt Johann är en kommun i distriktet Voitsberg i förbundslandet Steiermark i Österrike. Kommunen bildades 1 januari 2015 genom en sammanslagning av kommunerna Sankt Johann-Köppling och Söding. 
Kommunen består av tio orter (Ortschaften) (inom parentes invånarantal 1 januari 2024):
- Großsöding (699)
- Hallersdorf (254)
- Hausdorf (125)
- Kleinsöding (1 178)
- Köppling (511)
- Moosing (288)
- Muggauberg (219)
- Neudorf bei Sankt Johann ob Hohenburg (99)
- Pichling bei Mooskirchen (577)
- Sankt Johann ob Hohenburg (374)